# Infernal Death
Infernal Death ist eine dänische Death-Metal-Band aus Ringsted und Roskilde, die 1989 gegründet wurde, sich 1994 auflöste und seit 2013 wieder aktiv ist.

## Geschichte
Die Band wurde 1989 als Trio gegründet und beinhaltete einen Schlagzeuger, einen Gitarristen und einen Sänger. Später wurde die Besetzung um zwei weitere Mitglieder ergänzt. In der folgenden Zeit veröffentlichte die Gruppe zwei Demos und leistete einen Beitrag zum Sampler Fuck You We're from Denmark Vol. 2. Von 1991 bis Ende 1993 hielt die Band außerdem Auftritte in ganz Dänemark ab. Danach kam es 1994 zur Auflösung. Die Mitglieder widmeten sich dann anderen Projekten wie Konkhra, Dominus und Illdisposed.
2013 fand sich die Band wieder zusammen und bestand nun aus drei Originalmitgliedern und zwei neuen. 2015 erschien über Punishment 18 Records das Debütalbum Call to War, dem sich 2016 die Kompilation Demo # 1 / A Mirror Blackened über Dark Symphonies Records anschloss.

## Stil
In seiner Rezension zu Call to War schrieb Andrew Sifari, dass das Lied Ruin of Hate Gemeinsamkeiten zu Dismember und Death-Veröffentlichungen, die vor Human sind, erkennen lasse. Borrings Gitarrenspiel erinnere dabei an das von James Murphy in Spiritual Healing. Neben Old-School-Einflüssen verarbeite die Band auch ein paar moderne. Maze P. von metalunderground.at merkte in seiner Rezension an, dass keines der Lieder wirklich heraussticht. Es gebe traditionellen Death Metal mit gutturalem Gesang, heruntergestimmten Gitarren und Blastbeats.

## Diskografie
- 1993: A Mirror Blackened (Demo, Eigenveröffentlichung)
- 1993: Demo 1993 (Demo, Eigenveröffentlichung)
- 2015: Call to War (Album, Punishment 18 Records)
- 2016: Demo # 1 / A Mirror Blackened (Kompilation, Dark Symphonies Records)